# Apamea freyeri
Apamea freyeri là một loài bướm đêm trong họ Noctuidae.